# アクレディテーション
アクレディテーション（英語: Accreditation）とは、認定機関、公的機関、教育機関から能力を持つことを保証する認定、認定資格である。

## 例
- オリンピック選手
- 認定投資家（英語版）
- 信任状
- 認定校制度

## 文化
- お墨付き/折り紙付き